# Kuznetsóvskaia (Komi)
|  | Per a altres significats, vegeu «Kuznetsóvskaia». |

Kuznetsóvskaia (en rus: Кузнецовская) és un poble de la República de Komi, a Rússia, segons el cens del 2010 tenia 32 habitants.